# رولز-رویس گوست

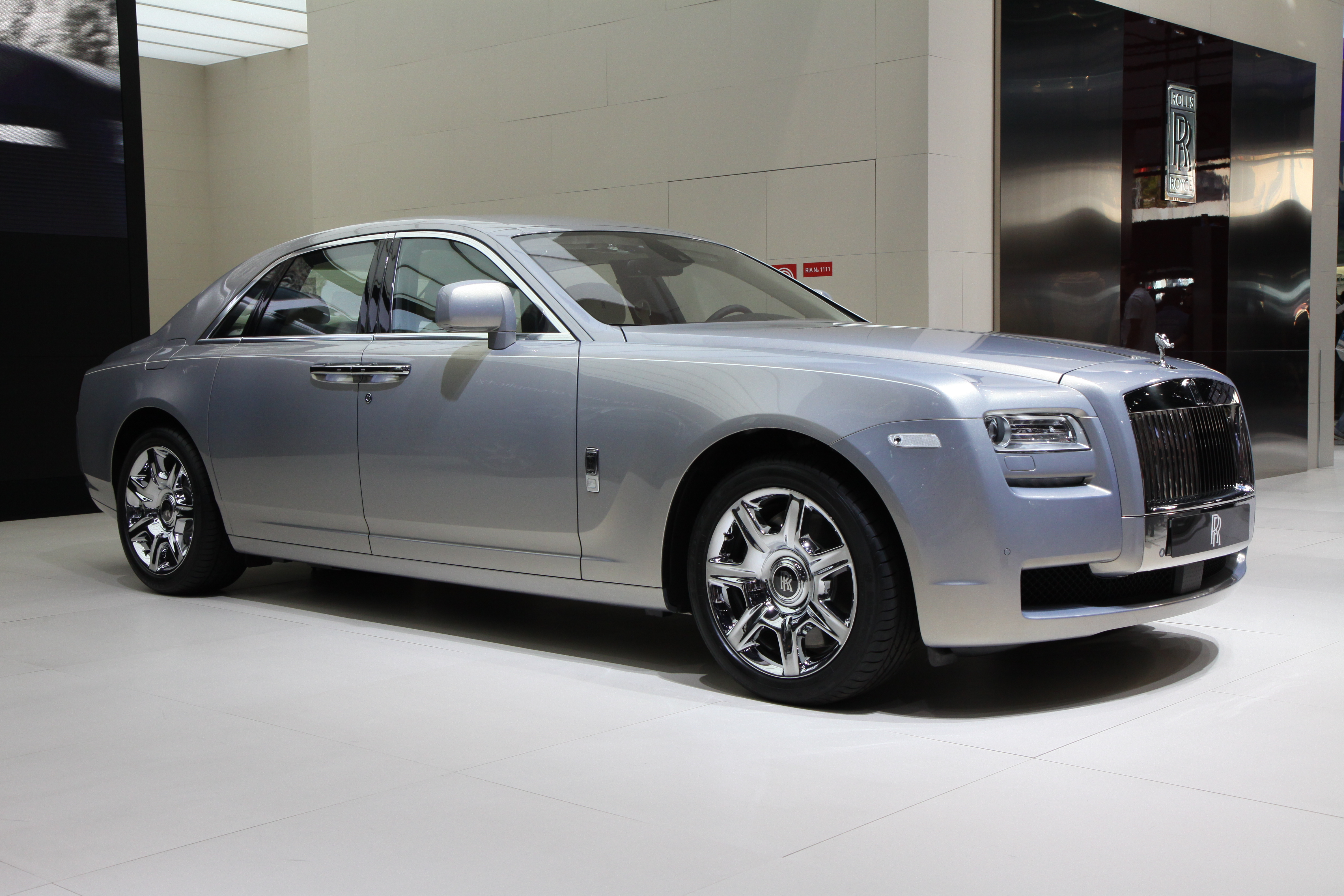

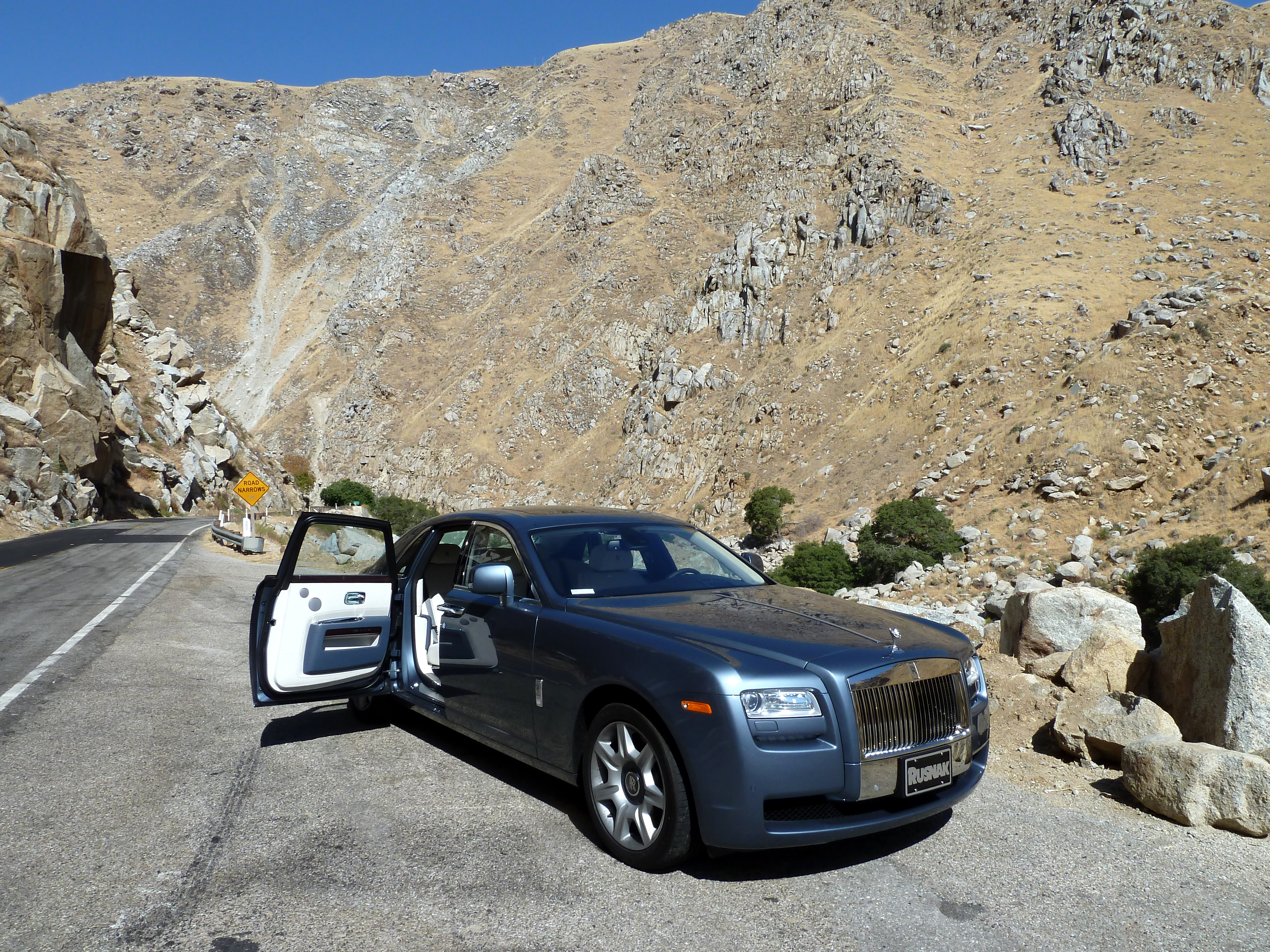

رولزرویس گوست (Rolls-Royce Ghost) خودرویی است که از سال ۲۰۱۰ تا کنون تولید شده‌است. طراحی آن خودروهای موتور جلو-محور عقب بوده طول آن در حالت طبیعی ۵٬۳۹۹ میلیمتر (۲۱۲٫۶ اینچ) و عرض آن در حالت طبیعی ۱٬۹۴۸ میلیمتر (۷۶٫۷ اینچ) و ارتفاع آن در حالت طبیعی ۱٬۵۵۰ میلیمتر (۶۱ اینچ) است. سیستم جعبه‌دندهٔ آن ۸ دنده به صورت خودکار است.